# 瑪麗克·盧卡斯·莉涅維德
瑪麗克·盧卡斯·莉涅維德（荷蘭語：Marieke Lucas Rijneveld，1991年4月20日—），荷蘭作家，2020年憑著出道小說《不安之夜》（De avond is ongemak）與其翻譯者米歇爾·哈奇森一起獲得布克國際獎，為該獎首位荷蘭籍和史上最年輕的得主。

## 生涯
莉涅維德於1991年4月20日出生於荷蘭阿爾特納的一歸正宗家庭中，並在當地的農場長大。她三歲的時候哥哥突然去世，此後亦成為其出道小說《不安之夜》的部分靈感，這小說最終花了六年才完成。同樣出身自歸正宗環境的揚·沃爾克斯是莉涅維德的偶像，他們對詩歌的興趣是在進行言語治療時產生的，且兩者都會在候診時觀看帶有詩句的圖片。當莉涅維德的治療取得進展的時候，治療師會允許她閱讀這些詩歌。
莉涅維德在小學時於圖書館借了J·K·羅琳的《哈利·波特与魔法石》來看後，開始對寫作產生興趣。由於歸正宗視魔法引用為禁忌的關係，她將整本書複製到電腦上，以便在歸還小說後重讀。莉涅維德自認為雙性別，並在19歲時將盧卡斯（Lucas）加進自己的名字內，但也因此在中學時期因其男性向的打扮而遭霸凌。莉涅維德在使用英語時會以「他們/她們」（they/them）自稱，而母語荷蘭語則為她（zij/haar）。
荷蘭語教師是莉涅維德兒時的夢想，但她後來輟學以專注在寫作方面。2015年，莉涅維德的首部詩集《小牛胎膜》（Kalfsvlies）出版，同年被評為最有前途的荷蘭新人作家。莉涅維德之後於2018年發行的處女小說《不安之夜》（De avond is ongemak）在國內和國際上皆取得突破，其英文譯本（The Discomfort of Evening）獲得廣泛好評，並憑此於2020年獲得布克國際獎。隔年她出版另一部詩集《幻海》（Fantoommerrie），2020年再發行第二部小說《我親愛的寵兒》（Mijn lieve gunsteling）。
2021年，莉涅維德被選為美國詩人阿曼達·戈爾曼作品的荷蘭語譯者，她最初欣然接受這邀約，但在荷蘭社會活動家珍妮絲·杜爾（Janice Deul）批評不應讓一位白人翻譯黑人的詩作後決定退出。

## 出版書籍

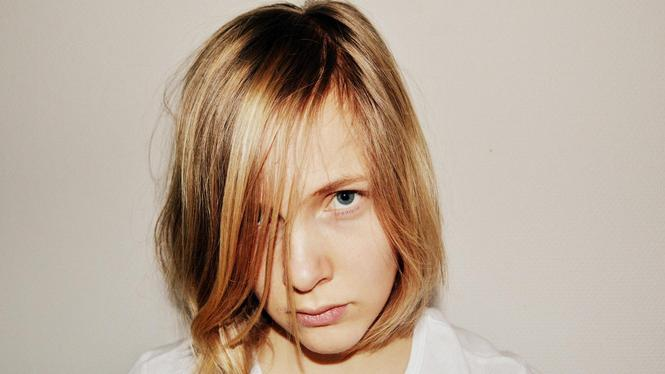
2015年的莉涅維德

### 詩集
- 《小牛胎膜》（Kalfsvlies，Calf's caul，2015）
- 《幻海》（Fantoommerrie，Phantom Mare，2019）

### 小說
- 《不安之夜》（De avond is ongemak，The Discomfort of Evening，Atlas Contact，2018）
- 《我親愛的寵兒》（Mijn lieve gunsteling，My Dear Favourite，Atlas Contact，2020）[12]

## 獲得獎項
- 2015年：科尼利厄斯·布丁獎（荷兰语：C. Buddingh'-prijs）最佳荷蘭語處女詩作（《小牛胎膜》）[14]
- 2019年：ANV新人獎（荷兰语：ANV Debutantenprijs）最佳處女小說（《不安之夜》）[15]
- 2020年：布克國際獎（《不安之夜》）[9][16][3]